# Maybach 57 et 62
 (août 2019).
Les Maybach 57 et 62 sont les premiers modèles de la marque Maybach depuis sa résurrection par le groupe Daimler AG. À ce titre, Maybach est la marque la plus haut de gamme du groupe, devant Mercedes-Benz. Les Maybach 57 et 62 sont arrivées sur le marché des automobiles de grand luxe pour concurrencer directement Rolls-Royce et Bentley.

## Historique
Les Maybach 57 et 62 sont dérivées du concept car Mercedes-Benz Maybach présenté au salon de l'automobile de Tokyo en 1997. Ce concept car était lui-même inspiré de la berline classe S de Mercedes-Benz.
Les Maybach 57 et 62 sont arrivées sur le marché en 2002.
En 2005, des versions dites « spéciales » sont déclinées sous les appellations 57 S et 62 S.
En 2008, le Luxury Institute a élu la marque Maybach comme étant la plus luxueuse, devant Rolls-Royce et Bentley.

## Maybach 57 et dérivées

### Maybach 57

#### Présentation
L'appellation 57 fait directement référence à la longueur de la voiture puisqu'elle mesure 5,70 mètres. Avec une telle longueur, le poids à vide atteint 2 735 kg.

#### Moteur et performances
La Maybach est équipée d'un V12 bi-turbo d'une cylindrée de 5 513 cm3 et développant 550 ch. Ce moteur lui permet d'atteindre une vitesse maximale de 250 km/h. Le 0 à 100 km/h est atteint en 5,4 secondes.

#### Intérieur
Le choix des couleurs d'intérieurs se fait parmi 6 coloris mais chaque élément intérieur peut avoir sa propre couleur, ce qui fait un nombre de possibilité presque infini. Concernant les boiseries, 3 choix sont possibles.

#### Extérieur
La Maybach 57 est prévue pour être unicolore ou bicolore. Le choix de la peinture (ou des peintures) se fait parmi 17 coloris
Les jantes sont proposées en 2 versions :
- version de 19 pouces à 7 rayons
- version de 19 pouces à 10 trous en trochoïde en alliage léger

#### Freins
La Maybach est équipé d'un système de freinage électrohydraulique connus sous le nom de Sensotronic Brake Control (SBC) et déjà présent sur certaines Mercedes.
Ce système de freinage permet de moduler la pression requise sur chacune des roues (individuellement) avec une très grande précision, et permet de délivrer cette pression plus rapidement. Cela permet donc de fournir le freinage optimum en fonction de chaque situation. Le SBC vient en complément de l'ESP et de l'ABS.

### Maybach 57 S
La Maybach 57 S a été dévoilée en Europe au Salon international de l'automobile de Genève en 2005, puis aux États-Unis au Salon de l'automobile de Los Angeles en janvier 2006. Le S signifie « spéciale » et non « sportive ».
La principale différence de cette version réside dans son moteur plus puissant conçu par Mercedes-AMG. S'il s'agit toujours d'un V12 bi-turbo, il passe cette fois à 6,0 l pour développer 612 ch, et même 630 ch depuis 2010. La 57 S améliore légèrement le 0 à 100 km/h en passant de 5,4 s à 5,0 s, ce qui rend son accélération comparable à celle d'une Porsche 911 Carrera. La taille des jantes passe à 20 pouces.

### Maybach 57 S Zeppelin
La finition Zeppelin des 57 S et 62 S a été dévoilée au Salon international de l'automobile de Genève en 2009. Il s'agit d'une option de grand luxe, disponible à la fois sur la 57 S et sur la 62 S.
La finition « Zeppelin » a été conçue à l'origine pour les modèles Maybach DS7 et DS8. Cette option offre une finition cuir de couleur beige Californie avec des coutures noires Stromboli, des composants laqués noir et des verres de champagne en argent avec l'inscription « Zeppelin ».
Concernant l'extérieur, les jantes sont remplacées par une version chromée exclusive de 20 pouces et les feux arrière prennent une teinte rouge foncé. De plus, le mot « Zeppelin » est intégré dans le sigle triangulaire de la marque (le double M).
Le moteur reste un V12 6,0 l bi-turbo mais gagne 28 ch pour atteindre un total de 640 ch.

### Maybach 57 S Xenatec Coupé

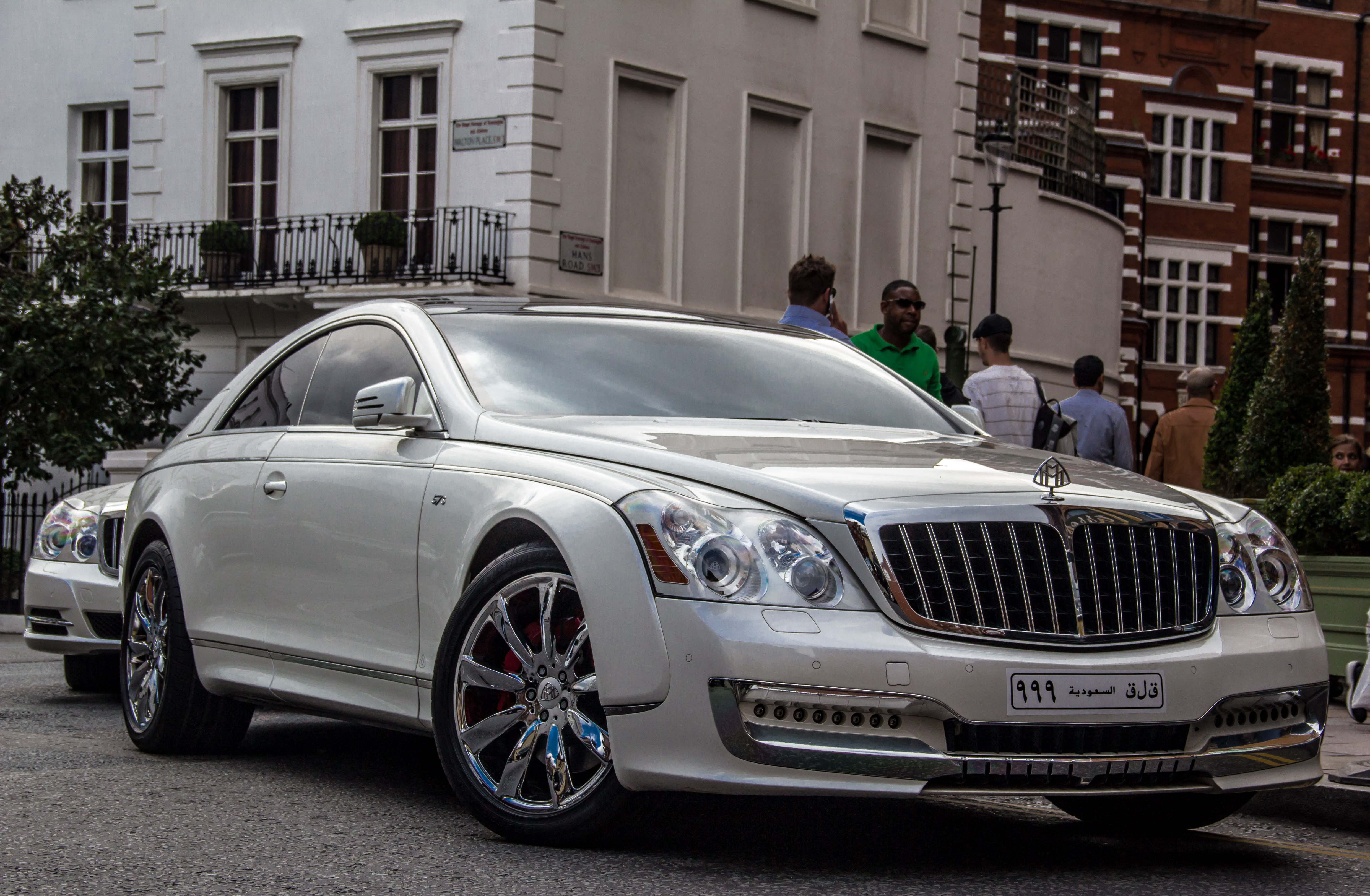
Maybach 57 S Xenatec Coupé.

La 57 S Xenatec Coupé est la version coupé de la 57 S, elle reprend la forme de la Mercedes-Benz CL 65 AMG, mais également son moteur : le V12 6,0 l bi-turbo qui développe ici 620 ch et 1 000 N m de couple, tout cela lui permettant d'atteindre une vitesse maximale de 275 km/h. Elle est par ailleurs plus luxueuse que la voiture dont elle reprend la forme. À noter qu'elle est beaucoup plus imposante que l'origine car elle est plus haute, plus longue, plus large, son empattement a été rallongé et ses voies ont été élargies, sans doute pour se rapprocher des dimensions de la berline du même nom.

## Maybach 62 et dérivées

### Maybach 62
Elle est identique à la 57, excepté qu'elle mesure 6,20 mètres et que son poids à vide est de 2 805 kg. Le moteur est le même que celui de la 57 (voir ci-dessus).
Son équipement est identique à celle de la 57 mais inclut en plus ou en remplacement :
- sièges arrière massants,
- sièges arrière réfrigérants,
- porte-gobelets réfrigérants,
- contrôle de navigation directement sur le volant,
- lecteur de DVD avec écran sur les sièges avant,
- cloison entre les espaces passager, à l'arrière, et chauffeur, à l'avant.

### Maybach 62 S
La Maybach 62 S a été dévoilée en novembre 2006 au Salon de l'automobile de Pékin. Elle possède le même moteur que la 57 S et le même équipement que la 62.
Le modèle est utilisé par le dirigeant nord-coréen Kim Jong-Un lors de ses déplacements à l’étranger.

### Maybach 62 S Landaulet

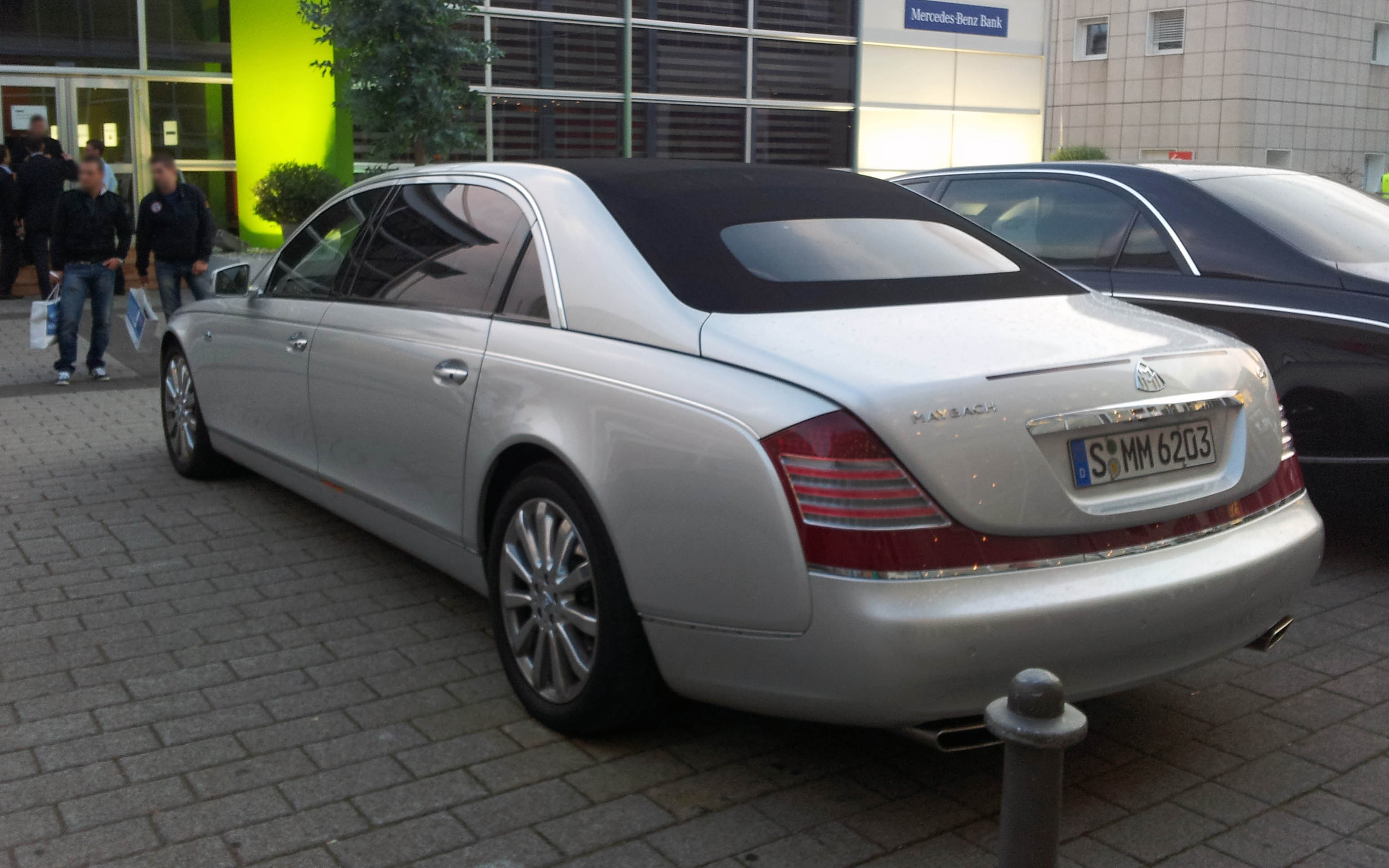
Maybach 62 S Landaulet.

La Maybach 62 Landaulet, basée sur une 62 S, a pour but de faire revivre la carrosserie Landaulet (en), très populaire dans les années 1920 et 1930. Elle a été dévoilée au Dubaï Motor Show en novembre 2007, en tant que concept car. Elle sera produite en quantité limitée.
Les parties avant et arrière de la voiture sont séparées par une vitre, afin de bien isoler le chauffeur de ses passagers. Ces derniers disposent d'un toit ouvrant dédié. À l'avant, le chauffeur dispose d'une finition en cuir noir, tandis qu'à l'arrière la finition est complètement blanche, mais avec une garniture noir et or. De plus, l'opacité de la vitre séparant les passagers du chauffeur peut être contrôlée électroniquement.
Un seul exemplaire fut fabriqué en conduite à droite .

### Maybach 62 S Zeppelin
Voir plus haut la Maybach 57 S Zeppelin.

## Ventes

### États-Unis
| Année  | 2002 | 2003 | 2004 | 2005 | 2006 | 2007 | 2008 | 2009 | 2010 | 2011 | 2012 | 2013 | Total |
| ------ | ---- | ---- | ---- | ---- | ---- | ---- | ---- | ---- | ---- | ---- | ---- | ---- | ----- |
| Ventes | nc   | 166  | 244  | 152  | 146  | 156  | 119  | 66   | 63   | 16   | 19   | 115  | 1 622 |

### France
| Année  | 2002 | 2003 | 2004 | 2005 | 2006 | 2007 | 2008 | 2009 | 2010 | 2011 | 2012 | 2013 | Total |
| ------ | ---- | ---- | ---- | ---- | ---- | ---- | ---- | ---- | ---- | ---- | ---- | ---- | ----- |
| Ventes | nc   | 0    | 0    | 1    | 0    | 0    | 3    | 0    | 2    | 2    | 4    | 3    | 15    |

- (2 "57" et 1 "62")

## Export
- 2006 : Arrivée en Inde [4]

## Coûts
Début 2012, les prix étaient les suivants [réf. nécessaire] :
- Maybach 57 : 274.000 €
- Maybach 57 S: 303.000 €
- Maybach 62 : 314.000 €
- Maybach 62 S: 341.000 €
- Maybach 62 S Laudaulet : 1.400.000 €
- Maybach 57 S Xenatec Cruisero Coupé : environ 1.000.000 €

Ces prix ne comprennent aucune option.

## Galerie photos

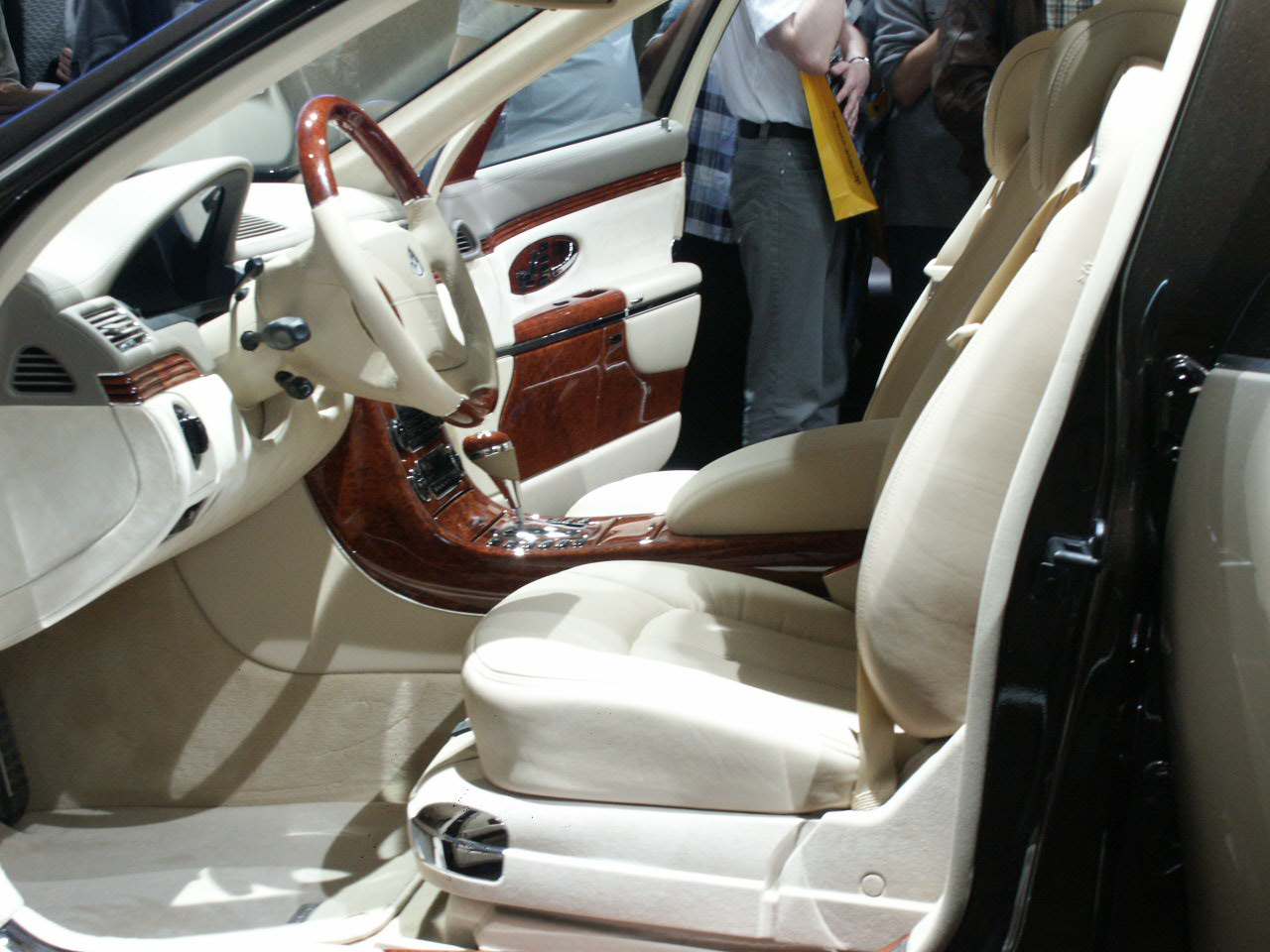
Maybach 62, intérieur avant
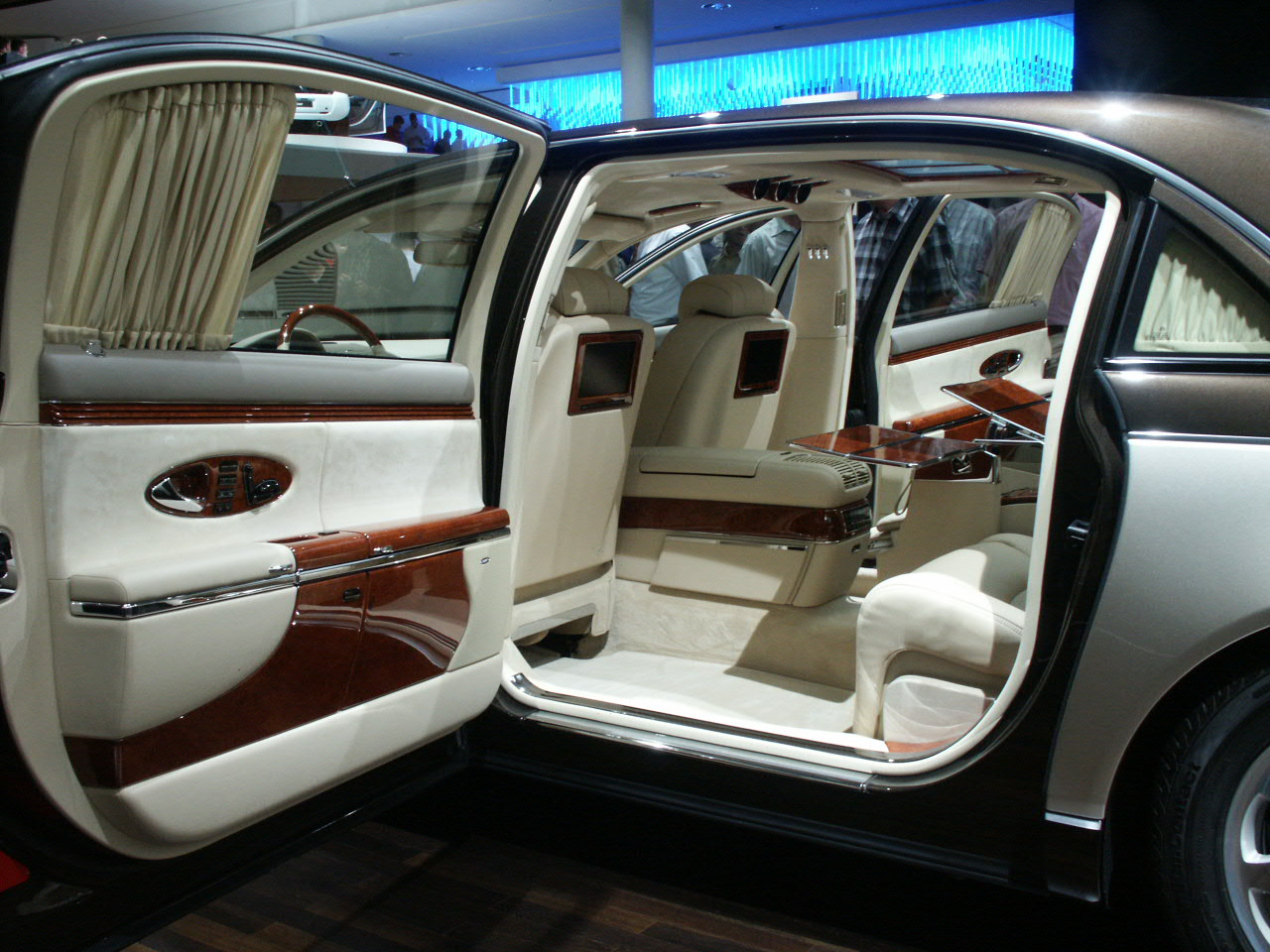
Maybach 62, intérieur arrière
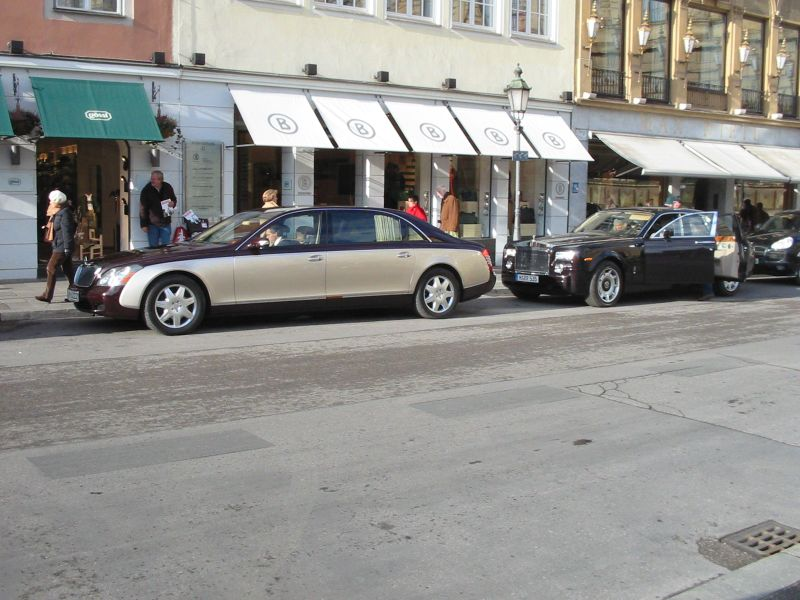
Maybach et une concurrente, la Rolls Royce Phantom